# Kościół ewangelicko-augsburski w Brześciu
Kościół ewangelicki w Brześciu – luterańska świątynia działająca w latach 1938–1945 w Brześciu przy ul. Zygmuntowskiej (obecnie Karola Marksa). 
Kościół został zbudowany według projektu architekta Barańskiego, w pięć miesięcy, na krótko przed wybuchem wojny przy ówczesnej ulicy Zygmuntowskiej. Pomoc przy jego budowie okazali brzescy wojskowi. Jak wspomina córka pastora brzeskiej parafii A. Figaszewska: bardzo pomogli ojcu wojskowi, którzy podarowali cegłę na budowę kościoła, a także parafianie z Brześcia i całej Polski. Wkrótce budynek był gotowy i odbywały się tam codzienne nabożeństwa, w których udział brali parafianie z Brześcia i okolic, a także żołnierze brzeskiego garnizonu. 
Pastorem brzeskiej parafii, w której modlili się również polescy kalwiniści, był Alfred Hugon Figaszewski. W skład kolegium kościelnego w 1936 oprócz proboszcza (jako przewodniczący) wchodzili: H.A. Forbichler (wiceprzewodniczący), M. Szypelbaum (sekretarz i skarbnik), K. Imrot, J. Weiss, L. Rewenkowa, B. Waksmutowa oraz płk. Jan Paliwoda jako przedstawiciel kalwińskiej Jednoty Wileńskiej.  
Po 1945 parafia ewangelicka w Brześciu przestała istnieć, a budynek – znajdujący się obecnie w stanie zaniedbania – przejęło państwo radzieckie, umieszczając w nim kino. Obecnie obiekt wynajmowany jest firmom prywatnym.